# فرازير بيرغيرسن
فرازير بيرغيرسن (بالإنجليزية: Fraser Bergersen)‏ هو أحيائي نيوزيلندي، ولد في 26 مايو 1929، وتوفي في 3 أكتوبر 2011.